# Dominik Fótyik
Dominik Fótyik (* 16. června 1990, Nové Zámky) je slovenský fotbalový obránce, který působí v maďarském klubu Mezőkövesd-Zsóry SE.

## Klubová kariéra
Svou profesionální fotbalovou kariéru začal v MŠK Žilina. V červenci 2011 odešel na roční hostování do MFK Zemplín Michalovce. Poté hostoval ještě v Tatranu Liptovský Mikuláš a maďarském druholigovém Kazincbarcikai SC.
V červenci 2013 byl na testech v maďarském týmu Diósgyőri VTK (DVTK).
V srpnu 2013 odešel jako volný hráč do maďarského celku Mezőkövesd-Zsóry SE, kde se setkal s krajanem Zoltánem Harsányim. V sezóně 2014/15 hostoval v mužstvu Kecskeméti TE.

## Reprezentační kariéra
V letech 2010–2011 oblékal reprezentační dres Slovenska do 21 let.